# Fortuna extraliga 2005/2006
Fortuna extraliga 2005/2006 byla 13. ročníkem nejvyšší mužské florbalové soutěže v Česku. Soutěž se poprvé jmenovala Extraliga (dosud 1. liga mužů) a zároveň poprvé podle sponzora, společnosti Fortuna.
Soutěž odehrálo 12 týmů systémem dvakrát každý s každým. Prvních osm týmů postoupilo do play-off. Zbylé čtyři týmy hrály nový systém play-down na dvě kola a baráž. Od tohoto ročníku se začalo v základní části hrát jedno kolo každý týden.
Vítězem ročníku se pošesté v řadě a podesáté celkem stal tým Tatran Techtex Střešovice po porážce týmu FBC SGB Pepino Ostrava ve finále. Bylo to počtvrté v řadě a popáté celkem co se tyto týmy střetly ve finále.
První semifinále Tatranu s Future odvysílala Česká televize jako první ligový florbalový zápas v přímém přenosu.
Nováčky v této sezoně byly týmy Sokol Pardubice a SK FBC Třinec. Pardubice do Extraligy postoupily poprvé po vítězství v 2. lize v minulém ročníku. Třinec postoupil také poprvé spojením s týmem Lázně Darkov postupujícím z druhého místa.
Třinec svoji extraligovou účast v play-down neudržel a sestoupil do nižší soutěže (od příští sezóny přejmenované na 1. liga). Byl v následující sezóně nahrazen týmem TJ Sokol Královské Vinohrady, který do Extraligy postoupil poprvé po vítězství v tomto ročníku 2. ligy.

## Základní část
| Poř. | Tým                            | Záp. | Výh. | Výh.p | Rem. | Pro.p | Pro. | Branky    | Body |
| ---- | ------------------------------ | ---- | ---- | ----- | ---- | ----- | ---- | --------- | ---- |
| 1.   | Tatran Techtex Střešovice      | 22   | 17   | 1     | 0    | 2     | 2    | 147 : 791 | 55   |
| 2.   | FBK Sokol Mladá Boleslav       | 22   | 13   | 2     | 1    | 2     | 4    | 130 : 961 | 46   |
| 3.   | FBC SGB Pepino Ostrava         | 22   | 12   | 2     | 0    | 1     | 7    | 100 : 891 | 41   |
| 4.   | Kappa team SSK Future          | 22   | 12   | 2     | 1    | 0     | 7    | 123 : 951 | 41   |
| 5.   | 1. SC SSK Vítkovice            | 22   | 12   | 1     | 1    | 0     | 8    | 198 : 851 | 39   |
| 6.   | Bulldogs Brno                  | 22   | 8    | 6     | 0    | 2     | 6    | 130 : 117 | 38   |
| 7.   | TJ JM Chodov                   | 22   | 7    | 1     | 1    | 1     | 12   | 192 : 101 | 25   |
| 8.   | Torpedo Havířov                | 22   | 7    | 1     | 1    | 1     | 12   | 102 : 113 | 25   |
| 9.   | FbŠ Russell Athletic Bohemians | 22   | 6    | 0     | 1    | 4     | 11   | 198 : 119 | 23   |
| 10.  | Sokol Pardubice                | 22   | 5    | 1     | 1    | 3     | 12   | 195 : 128 | 21   |
| 11.  | FBC Liberec                    | 22   | 5    | 0     | 2    | 2     | 13   | 116 : 152 | 19   |
| 12.  | SK FBC Třinec                  | 22   | 4    | 2     | 1    | 1     | 14   | 195 : 152 | 18   |

## Vyřazovací boje
Hrálo se na tři vítězství. O třetí místo se nehrálo. Získal ho poražený semifinalista, který měl po základní části lepší umístění.

### Pavouk
|  | Čtvrtfinále (na zápasy)   | Čtvrtfinále (na zápasy) |                           |   | Semifinále (na zápasy) | Semifinále (na zápasy) |  |  | Finále (na zápasy) | Finále (na zápasy) |
|  |                           |                         |                           |   |                        |                        |  |  |                    |                    |
|  |                           |                         |                           |   |                        |                        |  |  |                    |                    |
|  | Tatran Techtex Střešovice | 3                       |                           |   |                        |                        |  |  |                    |                    |
|  | Tatran Techtex Střešovice | 3                       |                           |   |                        |                        |  |  |                    |                    |
|  | Torpedo Havířov           | 1                       |                           |   |                        |                        |  |  |                    |                    |
|  | Torpedo Havířov           | 1                       | Tatran Techtex Střešovice | 3 |                        |                        |  |  |                    |                    |
|  |                           |                         | Tatran Techtex Střešovice | 3 |                        |                        |  |  |                    |                    |
|  |                           | Kappa team SSK Future   | 1                         |   |                        |                        |  |  |                    |                    |
|  | Kappa team SSK Future     | Kappa team SSK Future   | 1                         | 3 |                        |                        |  |  |                    |                    |
|  | Kappa team SSK Future     |                         |                           | 3 |                        |                        |  |  |                    |                    |
|  | 1. SC SSK Vítkovice       | 0                       |                           |   |                        |                        |  |  |                    |                    |
|  | 1. SC SSK Vítkovice       | 0                       | Tatran Techtex Střešovice | 3 |                        |                        |  |  |                    |                    |
|  |                           |                         | Tatran Techtex Střešovice | 3 |                        |                        |  |  |                    |                    |
|  |                           | FBC SGB Pepino Ostrava  | 1                         |   |                        |                        |  |  |                    |                    |
|  | FBK Sokol Mladá Boleslav  | FBC SGB Pepino Ostrava  | 1                         | 3 |                        |                        |  |  |                    |                    |
|  | FBK Sokol Mladá Boleslav  |                         |                           | 3 |                        |                        |  |  |                    |                    |
|  | TJ JM Chodov              | 0                       |                           |   |                        |                        |  |  |                    |                    |
|  | TJ JM Chodov              | 0                       | FBK Sokol Mladá Boleslav  | 0 |                        |                        |  |  |                    |                    |
|  |                           |                         | FBK Sokol Mladá Boleslav  | 0 |                        |                        |  |  |                    |                    |
|  |                           | FBC SGB Pepino Ostrava  | 3                         |   |                        |                        |  |  |                    |                    |
|  | FBC SGB Pepino Ostrava    | FBC SGB Pepino Ostrava  | 3                         | 3 |                        |                        |  |  |                    |                    |
|  | FBC SGB Pepino Ostrava    |                         |                           | 3 |                        |                        |  |  |                    |                    |
|  | Bulldogs Brno             | 2                       |                           |   |                        |                        |  |  |                    |                    |
|  | Bulldogs Brno             | 2                       |                           |   |                        |                        |  |  |                    |                    |

### Čtvrtfinále
Tatran Techtex Střešovice – Torpedo Havířov 3 : 1 na zápasy
- Tatran – Havířov 3 : 1 (0:1, 1:0, 2:0)
- Tatran – Havířov 4 : 5 p (1:1, 3:0, 0:3, 0:1)
- Havířov – Tatran 2 : 4 (0:0, 1:2, 1:2)
- Havířov – Tatran 2 : 5 (0:3, 1:1, 1:1)

FBK Sokol Mladá Boleslav – TJ JM Chodov 3 : 0 na zápasy
- Boleslav – Chodov 19 : 5 (5:1, 1:3, 3:1)
- Boleslav – Chodov 10 : 0 (3:0, 4:0, 3:0)
- Chodov – Boleslav 13 : 7 (1:2, 1:2, 1:3)

FBC SGB Pepino Ostrava – Bulldogs Brno 3 : 2 na zápasy
- Ostrava – Bulldogs 5 : 3 (1:0, 3:2, 1:1)
- Ostrava – Bulldogs 4 : 5 (0:2, 1:0, 3:3)
- Bulldogs – Ostrava 3 : 8 (2:1, 1:2, 0:5)
- Bulldogs – Ostrava 8 : 6 (3:3, 2:2, 3:1)
- Ostrava – Bulldogs 7 : 3 (2:1, 1:0, 4:2)

Kappa team SSK Future – 1. SC SSK Vítkovice 3 : 0 na zápasy

- Future – Vítkovice 3 : 1 (0:0, 1:1, 2:0)
- Future – Vítkovice 8 : 7 p (1:4, 2:3, 4:0, 1:0)
- Vítkovice – Future 4 : 10 (0:1, 1:3, 3:6)

### Semifinále
Tatran Techtex Střešovice – Kappa team SSK Future 3 : 1 na zápasy
- 25. 3. 2006, Tatran – Future 3 : 8
- 26. 3. 2006, Tatran – Future 3 : 1
- 01. 4. 2006, Future – Tatran 6 : 3
- 02. 4. 2006, Future – Tatran 6 : 4

FBK Sokol Mladá Boleslav – FBC SGB Pepino Ostrava 0 : 3 na zápasy
- 25. 3. 2006, Boleslav – Ostrava 4 : 5 p
- 26. 3. 2006, Boleslav – Ostrava 2 : 6
- 01. 4. 2006, Ostrava – Boleslav 7 : 2

### Finále
Tatran Techtex Střešovice – FBC SGB Pepino Ostrava 3 : 1 na zápasy
- 18. 4. 2006, Tatran – Ostrava 7 : 5
- 19. 4. 2006, Tatran – Ostrava 3 : 4 ts
- 15. 4. 2006, Ostrava – Tatran 5 : 7
- 16. 4. 2006, Ostrava – Tatran 3 : 5

### Konečné pořadí
| Pořadí           | Tým                       |
| ---------------- | ------------------------- |
| Zlatá medaile    | Tatran Techtex Střešovice |
| Stříbrná medaile | FBC SGB Pepino Ostrava    |
| Bronzová medaile | FBK Sokol Mladá Boleslav  |
| 4.               | Kappa team SSK Future     |
| 5.               | 1. SC SSK Vítkovice       |
| 6.               | Bulldogs Brno             |
| 7.               | TJ JM Chodov              |
| 8.               | Torpedo Havířov           |

## Boje o sestup
Byl zaveden nový dvoukolový systém. Poražení z prvního kola hrají v druhém kole, po kterém poražený přímo sestupuje a vítěz hraje baráž o udržení s klubem z 2. florbalové ligy. Jednotlivá kola se hrála na tři vítězné zápasy.

### Pavouk
|  | 1. kolo (na zápasy) | 1. kolo (na zápasy) |                 |   | 2. kolo (na zápasy) | 2. kolo (na zápasy) |
|  |                     |                     |                 |   |                     |                     |
|  |                     |                     |                 |   |                     |                     |
|  | Sokol Pardubice     | 2                   |                 |   |                     |                     |
|  | Sokol Pardubice     | 2                   |                 |   |                     |                     |
|  | FBC Liberec         | 3                   |                 |   |                     |                     |
|  | FBC Liberec         | 3                   | Sokol Pardubice | 3 |                     |                     |
|  |                     |                     | Sokol Pardubice | 3 |                     |                     |
|  |                     | SK FBC Třinec       | 1               |   |                     |                     |
|  | FbŠ Bohemians       | SK FBC Třinec       | 1               | 3 |                     |                     |
|  | FbŠ Bohemians       |                     |                 | 3 |                     |                     |
|  | SK FBC Třinec       | 0                   |                 |   |                     |                     |

### 1. kolo
FbŠ Russell Athletic Bohemians – SK FBC Třinec 3 : 0 na zápasy
- 11. 3. 2006, Bohemians – Třinec 4 : 3 (0:1, 1:2, 3:0)
- 12. 3. 2006, Bohemians – Třinec 9 : 5 (1:2, 3:0, 5:3)
- 18. 3. 2006, Třinec – Bohemians 7 : 9 (2:7, 2:0, 3:2)

Sokol Pardubice – FBC Liberec 2 : 3 na zápasy
- 11. 3. 2006, Pardubice – Liberec 19 : 4 (1:2, 4:0, 4:2)
- 12. 3. 2006, Pardubice – Liberec 13 : 4 (2:1, 0:3, 1:0)
- 18. 3. 2006, Liberec – Pardubice 15 : 6 (1:2, 2:3, 2:1)
- 19. 3. 2006, Liberec – Pardubice 13 : 9 (5:3, 4:3, 4:3)
- 22. 3. 2006, Pardubice – Liberec 01 : 4 (1:0, 0:3, 0:1)

### 2. kolo
Sokol Pardubice – SK FBC Třinec 3 : 1 na zápasy
- 25. 3. 2006, Pardubice – Třinec 13 : 6 (1:2, 2:2, 0:2)
- 26. 3. 2006, Pardubice – Třinec 10 : 7 (3:1, 2:3, 5:3)
- 01. 4. 2006, Třinec – Pardubice 14 : 5 p (3:4, 1:0, 0:0, 0:1)
- 12. 4. 2006, Třinec – Pardubice 14 : 5 (0:1, 4:3, 0:1)

### Baráž
Sokol Pardubice – FBC Vikings Kopřivnice 3 : 0 na zápasy
- Kopřivnice – Pardubice 7 : 9 (2:4, 3:2, 2:3)
- Kopřivnice – Pardubice 4 : 5 p (0:1, 1:1, 3:2, 0:1)
- Pardubice – Kopřivnice 6 : 4 (1:2, 4:1, 1:1)

### Konečné pořadí
| Pořadí | Tým                            | Poznámka                            |
| ------ | ------------------------------ | ----------------------------------- |
| 9.     | FbŠ Russell Athletic Bohemians | Udržení v Extralize                 |
| 10.    | FBC Liberec                    | Udržení v Extralize                 |
| 11.    | Sokol Pardubice                | Výhra v baráži, udržení v Extralize |
| 12.    | SK FBC Třinec                  | Přímý sestup                        |